# Franco Di Segni
Franco Di Segni fue un pintor, escultor y escritor argentino de origen italiano. Fue autor de varios libros donde conjuga arte, psicoanálisis y teoría grupal.
Nacido en Roma en 1910 reside en Buenos Aires desde 1939 y está muy vinculado a los medios plásticos de la Argentina, cuya ciudadanía tomó en 1942. Después de varios años de estudios y de trabajos experimentales con grupos operativos sobre el tema inagotable de la comprensión del arte, por primera vez publica "in extenso" los resultados de un estudio efectuado sobre bases psicoanalíticas y con técnica grupal. Las teorías sobre las cuales se fundamenta su actuación fueron comunicadas por Di Segni en su libro "Hacia la pintura -psicoanálisis aplicado al arte-" (1955 y 1960) . El primer anuncio sobre los resultados obtenidos en su trabajo de investigador lo dio al público mediante una conferencia pronunciada en el Museo Nacional de Bellas Artes de Buenos Aires: "Un nuevo método para la comprensión del arte" (1959). 
En la tarea ha encontrado nuevos planteos y enfocado nuevos campos operacionales; su manera de actuar se perfecciona sin cesar y su visión se acerca a lo más profundo, a lo que normalmente se considera como indescifrable. En su obra el arte y el psicoanálisis se conjugan armoniosamente logrando dirigir sus búsquedas por nuevos caminos. Caminos que nos llevan a una mejor captación de aquella cautivante manifestación humana que es la obra de arte.